# Galería de Paleontología y Anatomía Comparada

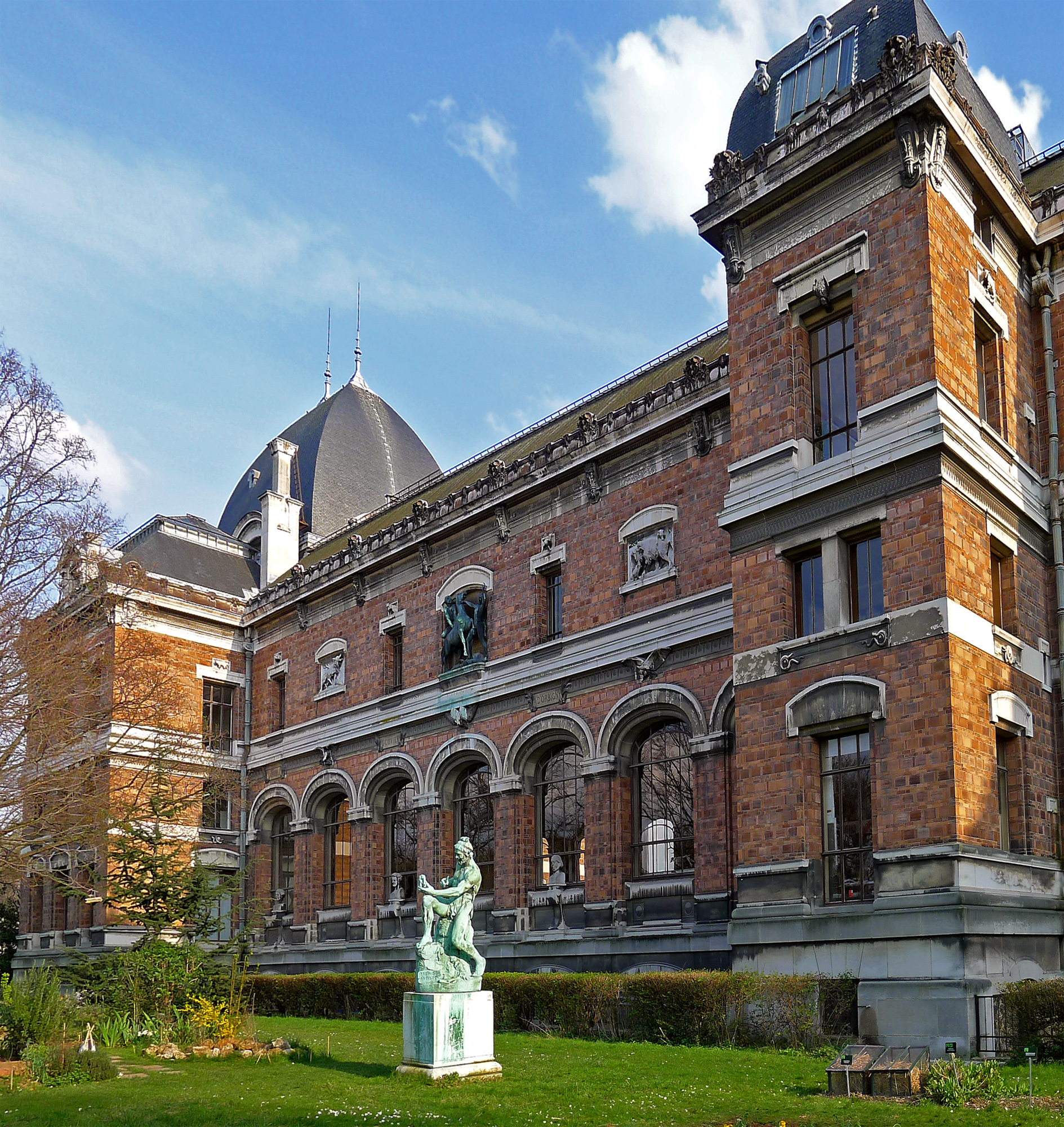
Galería de paleontología y de anatomía comparada del Jardín botánico de París, distrito V de esa ciudad.

La Galería de Paleontología y de Anatomía Comparada (en francés: galerie de Paléontologie et d'Anatomie comparée) es una dependencia del Museo Nacional de Historia Natural de Francia. Esta galería se encuentra en el jardín botánico que oficia como sede del Museo, el «Jardín de plantas», en París. Dentro del jardín, el edificio de la galería se encuentra donde comienza la calle Buffon, justo en frente de la estación ferroviaria de París-Austerlitz.
Los planos originales del arquitecto Ferdinand Dutert, de 1892, preveían un edificio mucho mayor que el actual porque el Museo de Historia Natural hizo reducir las dimensiones propuestas por Dutert y la construcción, llevada a cabo entre 1893 y 1898, se concluyó con un edificio de una gran nave de cerca de 80 m, en dos plantas y con una superficie aproximada total de 2500 m2. Dutert, ofendido por la reducción de tamaño del edificio (él preveía una doble nave de 320 m de longitud), no asistió a la inauguración, que tuvo lugar el 21 de julio de 1898. El actual Instituto de Paleontología, ubicado en el extremo oeste de la galería con acceso por el número 8 de la calle Buffon, es un anexo construido entre 1958 y 1959 en un estilo que se armoniza con el resto de la edificación, añadiéndose a la longitud del resto de la galería.
Las fachadas exteriores están adornadas con numerosas esculturas de inspiración naturalista y los grandes ventanales laterales dejan entrar abundante luz natural en la planta baja, donde se encuentra la Galería de Anatomía Comparada, mientras que el gran techo vidriado ilumina con luz natural la primera y la segunda planta, que es donde se encuentran los fósiles de la Galería de Paleontología.

## Historia
La galería, que depende del Laboratorio de Paleontología, nucleó naturalmente a los catedráticos de los dominios concernidos.
Paleontología y Anatomía comparada son áreas conexas, y Georges Cuvier fue quien estableció las bases para la clasificación y reconstitución de las especies fósiles, por comparación con las actuales.
El edificio de exposición de estas dos áreas conexas fue inaugurado en 1898 como parte de los preparativos para la Exposición Universal de París de 1900; esta iniciativa nació de la voluntad de los catedráticos Albert Gaudry (profesor de paleontología), Georges Pouchet (profesor de anatomía comparada), y Ernest Hamy (profesor de antropología), quienes entonces querían presentar al público ciertas colecciones de gran valor histórico y científico, con el objetivo de (a nivel general) mejor afirmar y difundir las ideas sobre el evolucionismo.
Las colecciones que fueron expuestas, tienen su origen en las misiones de viajeros naturalistas de los siglos XVIII y XIX, así como de la llamada Ménagerie du Jardin des plantes en París.
Los dos pisos de la Galería de Paleontología presentan una colección de fósiles de vertebrados (especialmente dinosaurios) así como de invertebrados, elegidos como los más representativos de las colecciones de fósiles del Muséum.
En la planta baja, la Galería de Anatomía Comparada presenta cerca de un millar de esqueletos, huevos, faneras, etc., explicando y poniendo de relieve su organización, su clasificación, y sus semejanzas.
Un friso sobre la paleontología engalana el frontón de la galería, realizado por el escultor André-Joseph Allar. La escultura de Emmanuel Frémiet que se encuentra a derecha de la entrada y en el hall, es representativa del enfoque europeo y estadounidense sobre el relacionamiento hombre-naturaleza tal como se lo concebía en 1898, pues en esa estatua se figura un combate mortal entre un cazador malayo y un orangután, donde pueden apreciarse dos claros errores: por un lado, solamente los orangutanes machos de cierta edad tienen discos faciales de cada lado de las mejillas, pero en esta especie, los machos no se ocupan de las crías; por otra parte, el tamaño del animal es exagerado, aunque un macho, por más grande y fuerte que sea, no tendría ninguna chance en una pelea contra un hombre dotado de armas blancas. Por otra parte, bustos de sabios así como frisos sobre temas de la prehistoria, engalanan tanto el exterior como el interior del edificio. Y por su parte, las escaleras y el entrepiso presentan hermosas barandillas en hierro forjado con decorados naturalistas.
Dadas estas características del edificio, no es de extrañar que el mismo haya sido declarado monumento histórico el 24 de marzo de 1993, clasificado junto con el conjunto de las otras edificaciones del jardín botánico (en francés: Jardin des plantes).
En 1910, la gran crecida del río Sena sumergió el entrepiso y la planta baja de la galería, imponiendo al personal del Muséum un enorme trabajo de rescate de las colecciones y presentaciones ubicadas en las zonas afectadas o de posible afectación, y para cuando el fenómeno pasó, proceder también a limpiar y restaurar lo afectado, reubicando todo el material a exponer en lugares adecuados.
En el período que va de 1956 1981 la Cátedra de Paleontología del Museo de Historia Natural estuvo ocupada por Jean-Pierre Lehman, especialista en vertebrados del Paleozoico. Lehman fue el primero en dirigir el Laboratorio de Paleontología del Museo desde el nuevo anexo de la galería, construido entre 1958 y 1959. En 1981 Philippe Taquet, especialista en dinosaurios, reemplazó a Lehman tanto en la Cátedra de Paleontología como en la dirección del laboratorio. Bajo los respectivos períodos de dirección de Lehman y Taquet, muchas de las vitrinas fueron renovadas; además, a principios del siglo XXI, se retiraron los frascos de teratología humana de las vitrinas expuestas al público en la Galería de Anatomía Comparada, en la planta baja.
En 1984, el paleontólogo Léonard Ginsburg descubrió, mientras ordenaba colecciones antiguas, una caja que contenía fósiles de un showman del siglo XVIII, había estado presentando y exhibiendo por toda Francia, como siendo:

Cita: les ossemens du géant Theutobocus, roy des Teutons, tué par Marius à la bataille d'Aix en Provence : il en identifie une dent comme étant celle d'un Dinothère, un éléphant disparu. Cette supercherie aurait été initiée au XVIe siècle par Mazuyer, chirurgien à Beaurepaire, et par David Bertrand ou Chenevier, notaire, et déjà dénoncée au XVIIe siècle par un autre chirurgien, Jean Riolan, et au XIXe siècle par l'anatomiste Blainville.
Traducción de la cita: los restos óseos del gigante Theutobocus, rey de los teutones, muerto por Marius en la batalla de Aix en Provence : identifica también un diente, como habiendo sido el de un Dinoterio (un elefante ya extinto). Esta superchería habría sido iniciada en el siglo XVI por Mazuyer (un cirujano de Beaurepaire) así como por David Bertrand (o Chenevier, un notario), y ya denunciado como falso en el siglo XVII por otro cirujano, Jean Riolan, así como también señalado como falsedad en el siglo XIX por el anatomista Blainville.

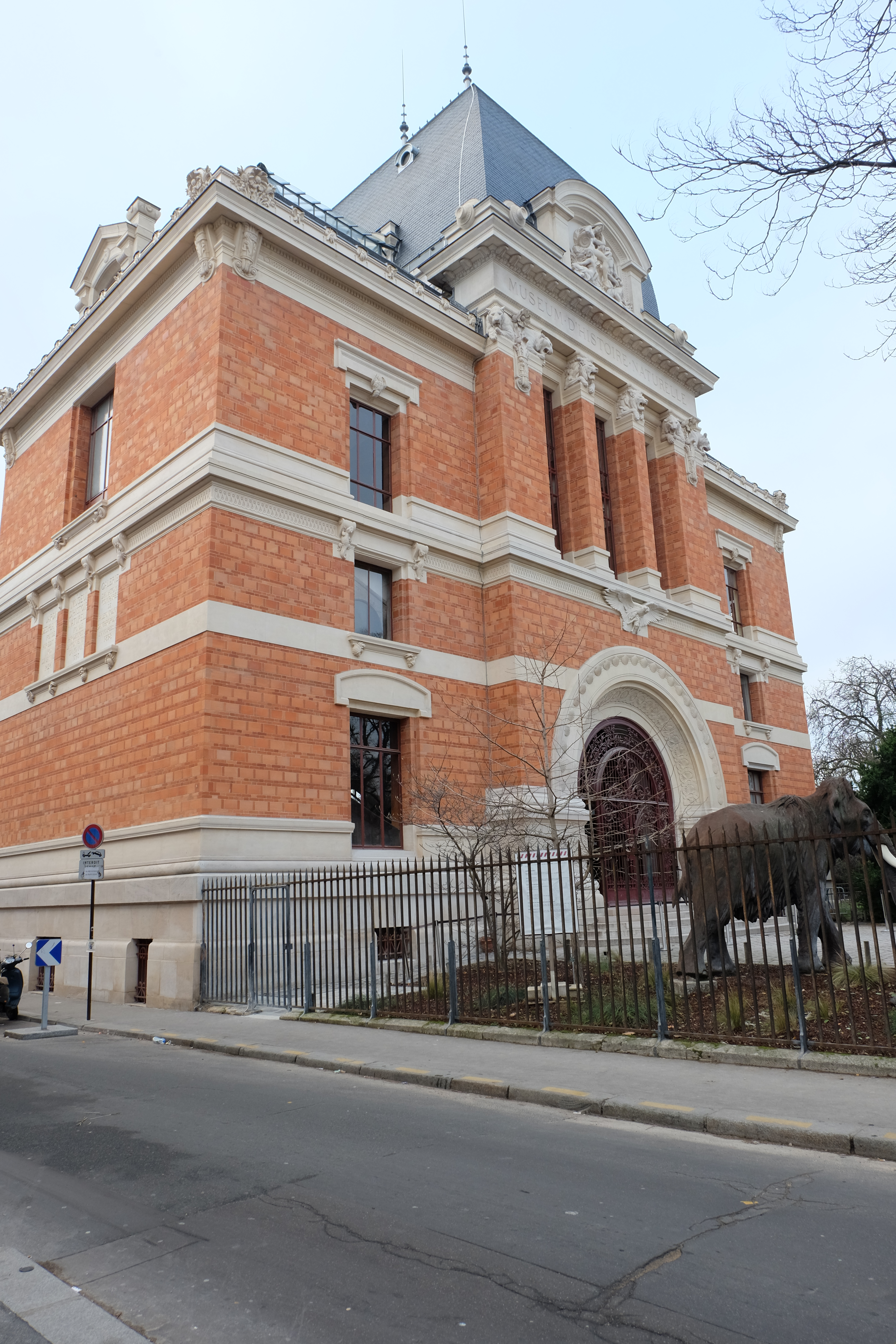
Fachada que fue renovada en el 2015, del edificio de Paleontología del Jardín botánico de París, distrito V de esa ciudad, Francia.

La Galería de Paleontología ha sido el lugar de la acción de algunos de los episodios de la historieta concebida por Jacques Tardi, y que lleva por título Les aventures extraordinaires d'Adèle Blanc-Sec (en español: Las extraordinarias aventuras de Adèle Blanc-Sec). Por su parte, la película francesa de aventuras y fantasía del año 2010 titulada Las extraordinarias aventuras de Adèle Blanc-Sec, en parte fueron rodadas en la galería por Luc Besson. Entre otras cosas interesantes, en ese film puede observarse, la eclosión de un pterosaurio al librarse de su huevo, para luego escapar a través del cubrimiento zenital acristalado; como algo curioso y un tanto surrealista, también puede señalarse que en la película, el actor Philippe Nahon que interpreta al "Profesor Menard", se parece notablemente al verdadero profesor Louis Mangin (quien efectivamente trabajó en el museo entre 1904 y 1935), ya que fue especialmente maquillado para que diera esa impresión.
Además, una escena de la película N'oublie pas que tu vas mourir de Xavier Beauvois también fue rodada en la galería.
Corresponde señalar también que numerosas entrevistas científicas y de divulgación se han concretado en los medios de prensa y de comunicación, en referencia a este asunto de la galería, y entre los entrevistados, corresponde citar particularmente a las siguientes personalidades: David Attenborough, Stephen Jay Gould, Philippe Taquet, Guillaume Lecointre, Hervé Le Guyader.
La renovación de la galería se prosigue sin interrupciones, y sin cierre al público de esta dependencia del Museo Nacional de Historia Natural: con regularidad se exhiben allí nuevas presentaciones, se modernizan paneles explicativos, se mejora la iluminación de los ambientes … Y por su parte, la fachada este, del lado que da hacia la Gare d'Austerlitz, fue restaurada en el año 2015.

## Piezas destacadas de las colecciones
- La piel del esqueleto del rinoceronte de Luis XV de Francia, se encuentra en la Gran Galería de la Evolución (grande galerie de l'Évolution).
- Un esqueleto completo de lobo marsupial.
- El único esqueleto de mamut lanudo conservado fuera de Rusia.

## Acceso
Para llegar a la galería en transporte público se pueden utilizar las líneas de autobuses de la RATP que se indican: 24, 57, 61, 63, 89, 91. Por su parte, y a través del Metro de París,  se debe descender en la estación que se llama Gare d'Austerlitz, y por el RER, se debe descender en la estación llamada C Gare d'Austerlitz, saliendo a la superficie por la salida llamada Jardin des Plantes. En cuanto al llamado Batobus, « Gare d’Austerlitz » du réseau et par les escales Gare d'Austerlitz et Jardin des Plantes du réseau Voguéo-Batobus.

## Imágenes de archivo

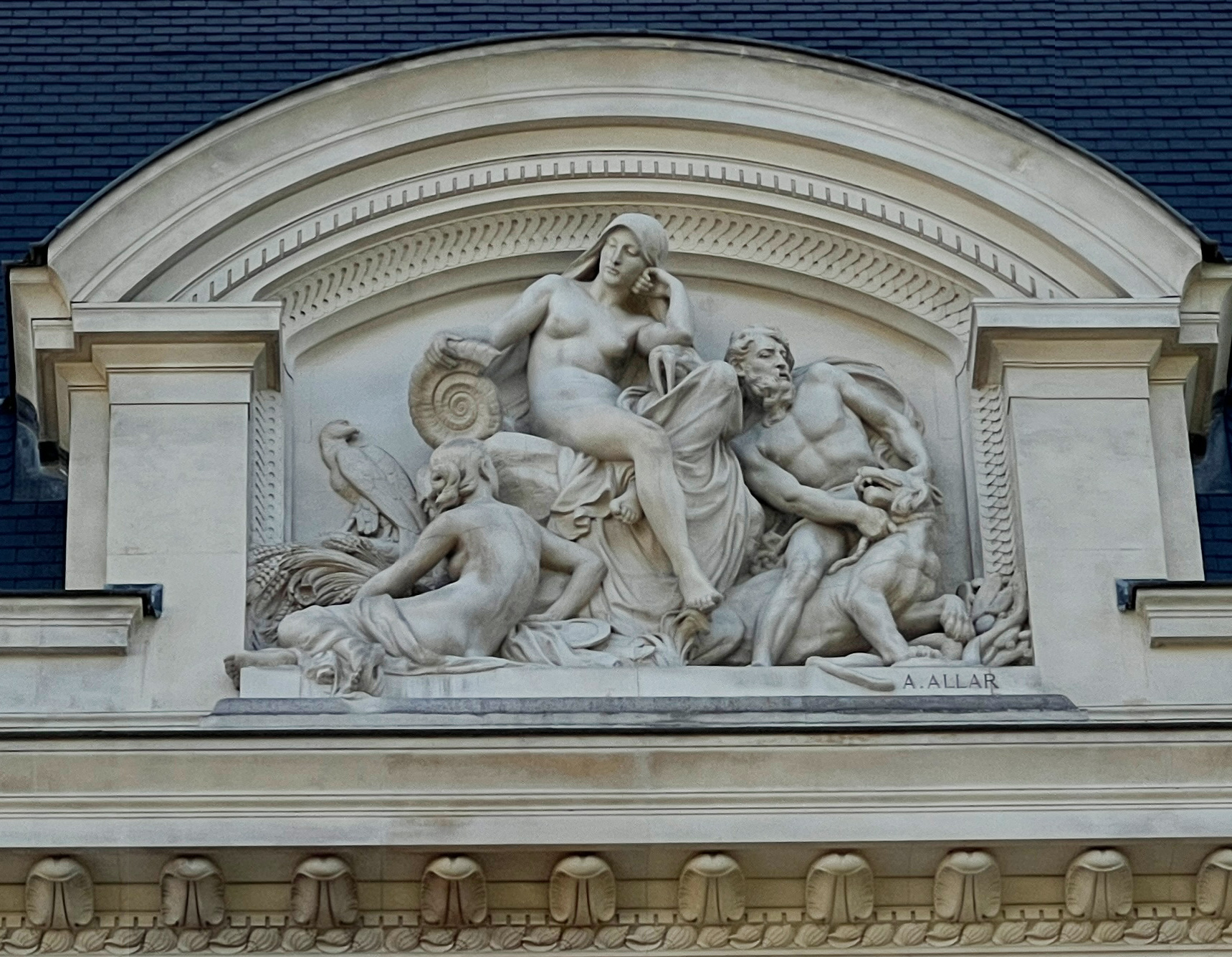
Imagen 1
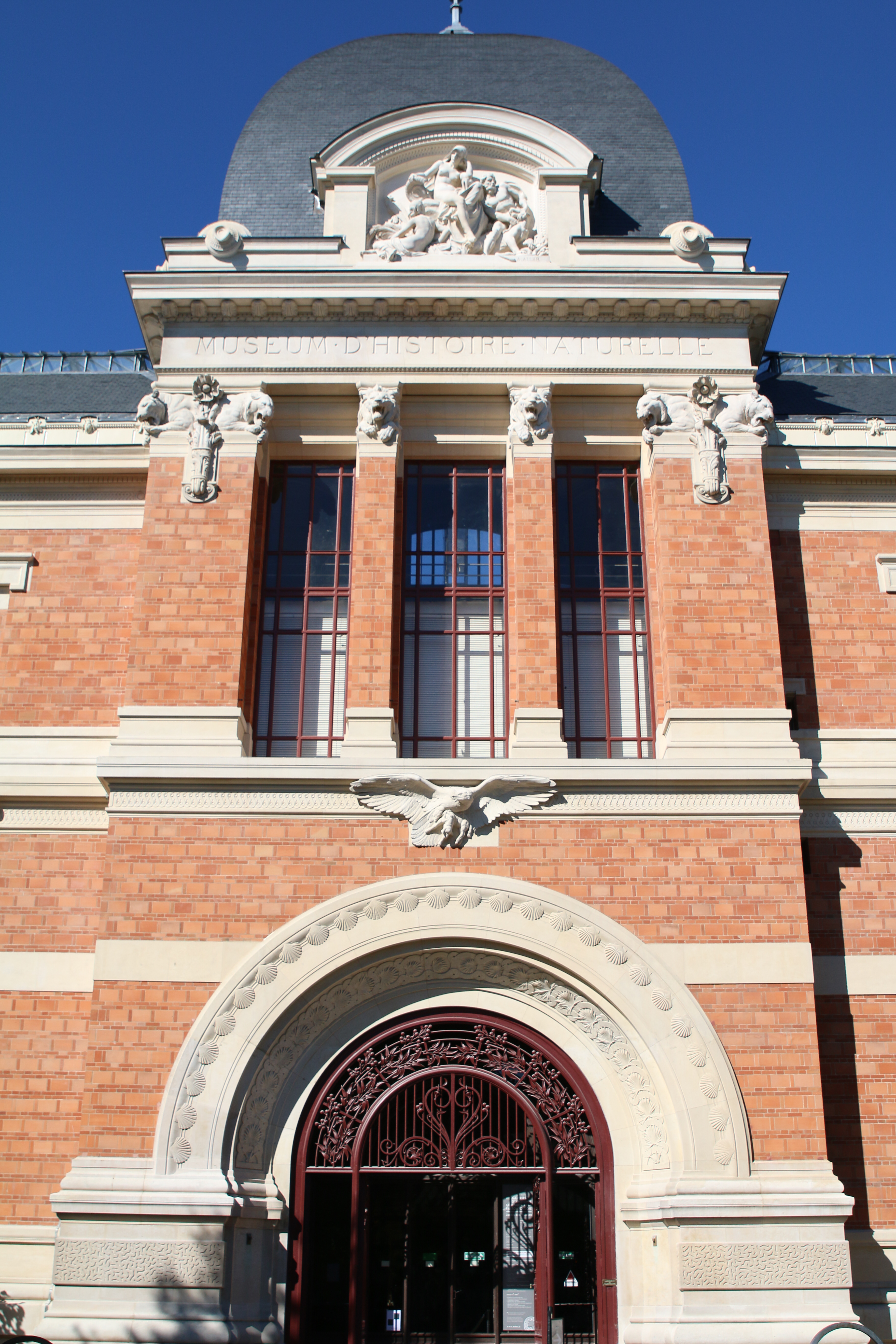
Imagen 2
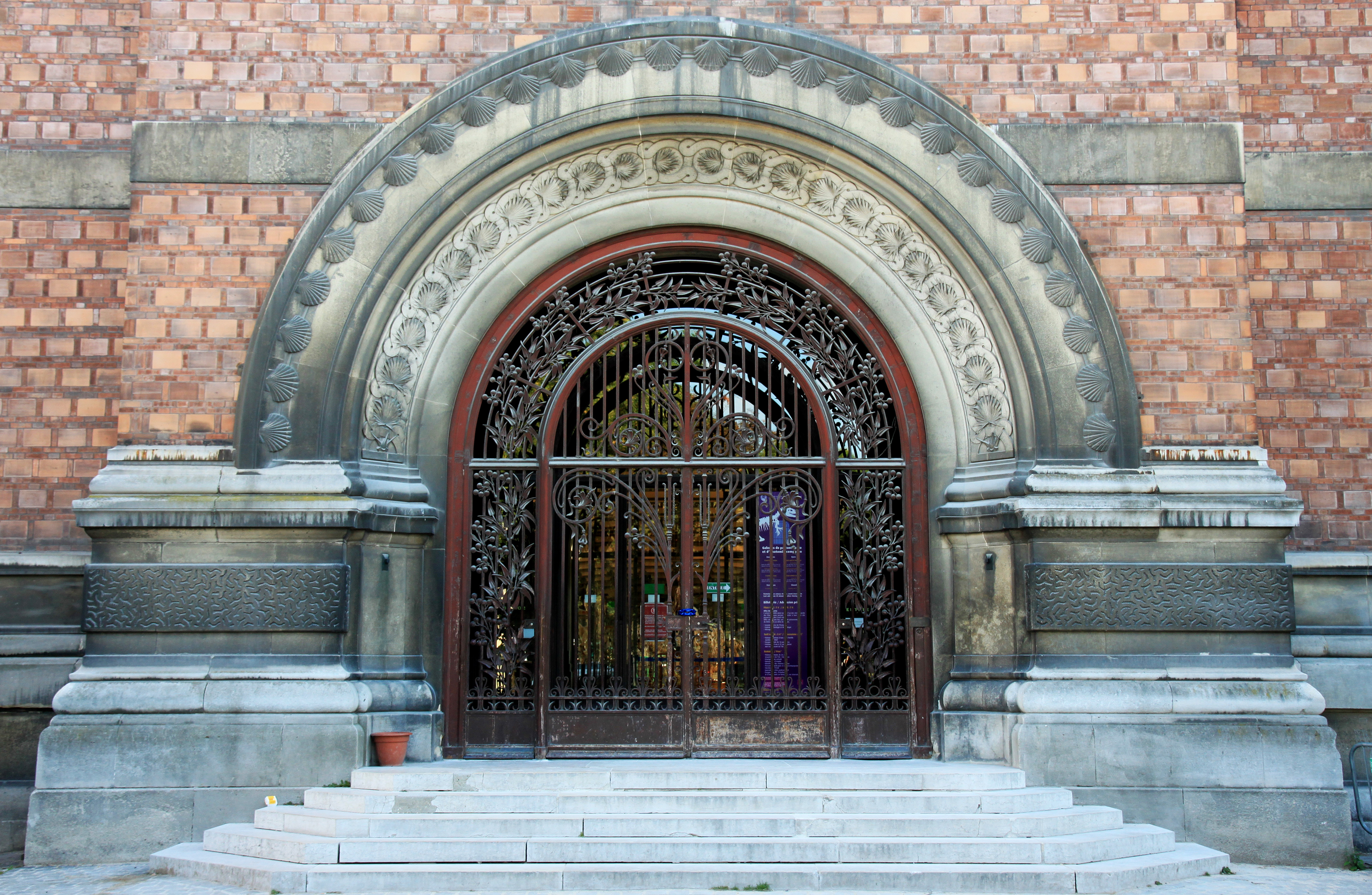
Imagen 3
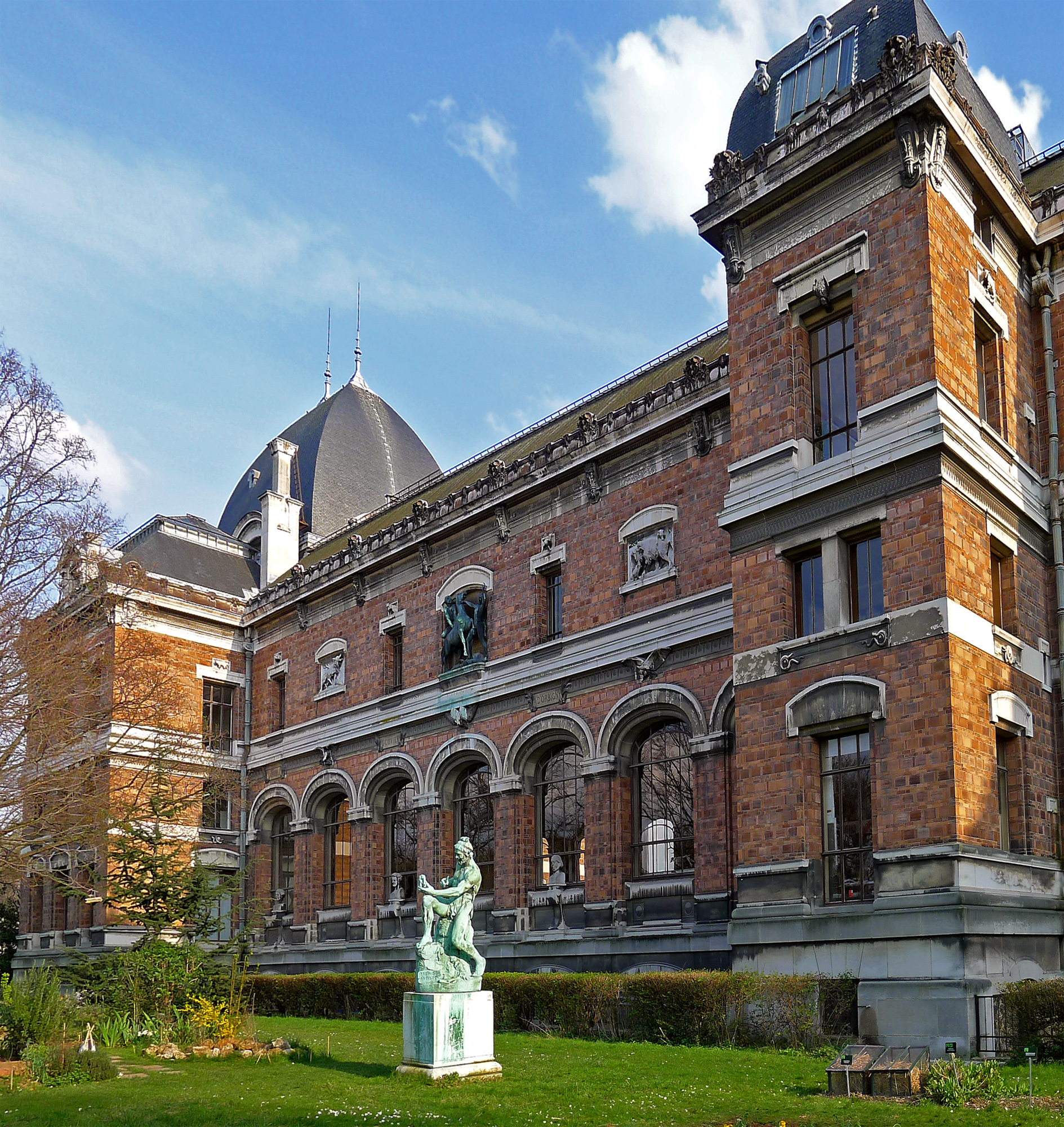
Imagen 4
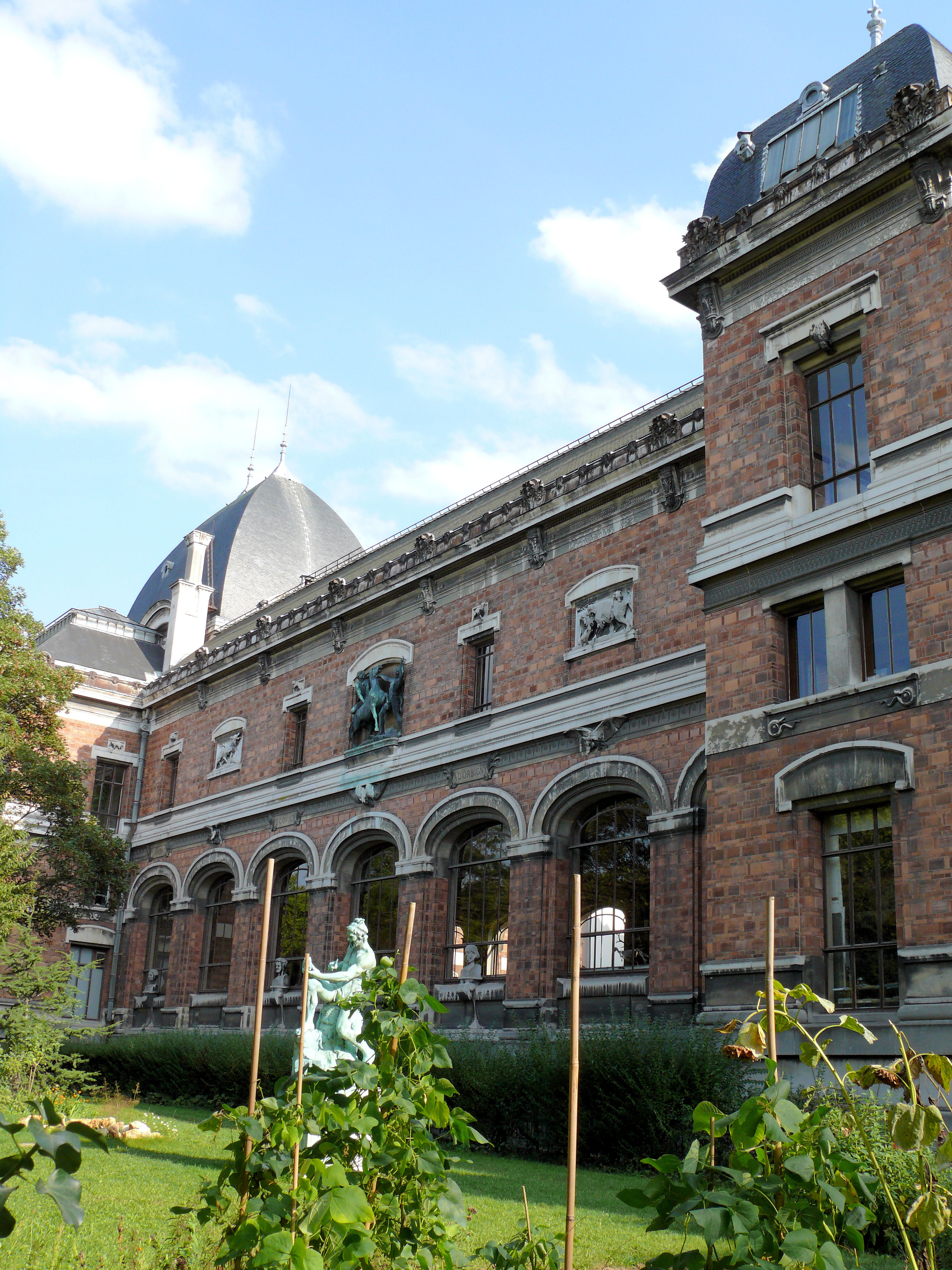
Imagen 5
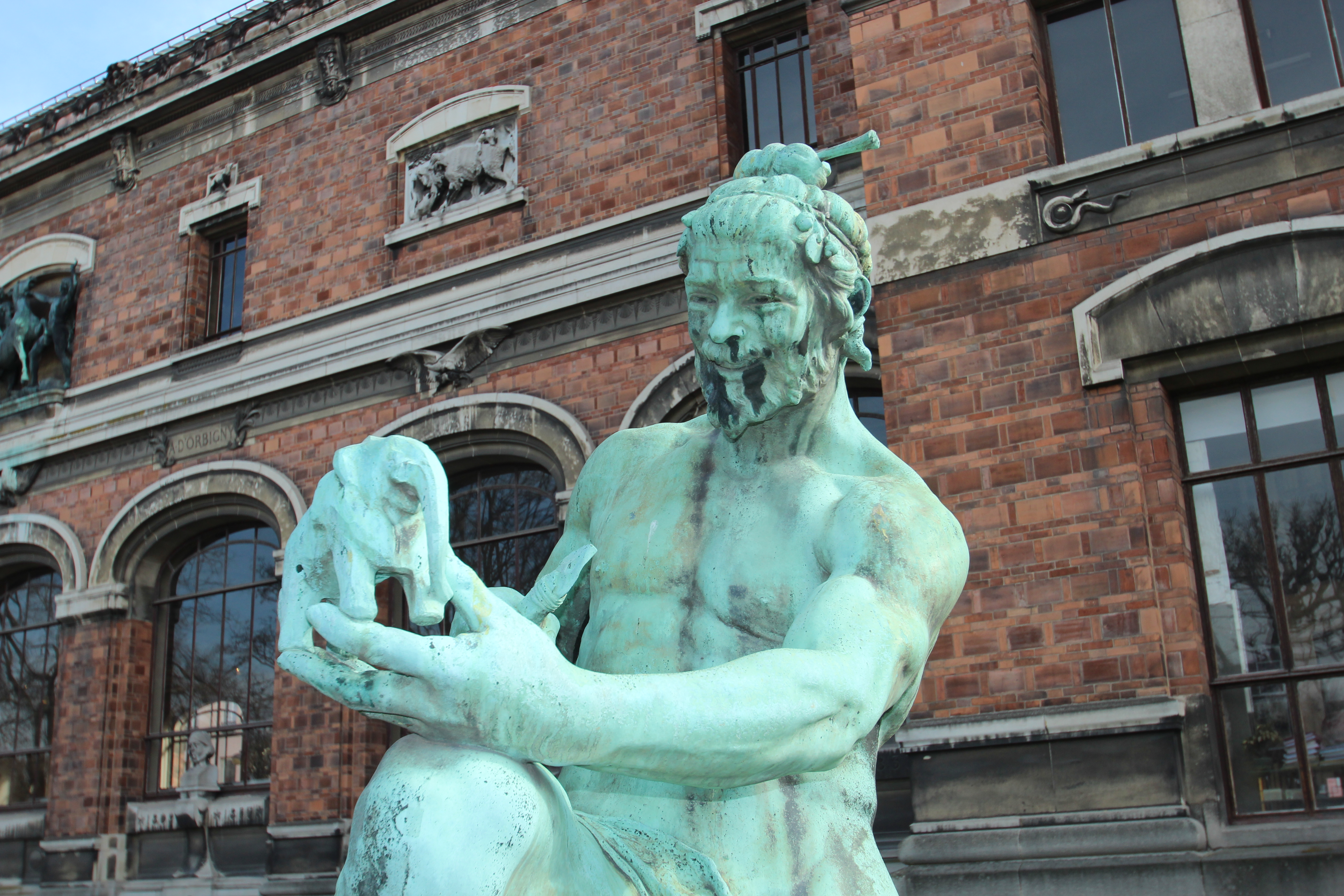
Imagen 6
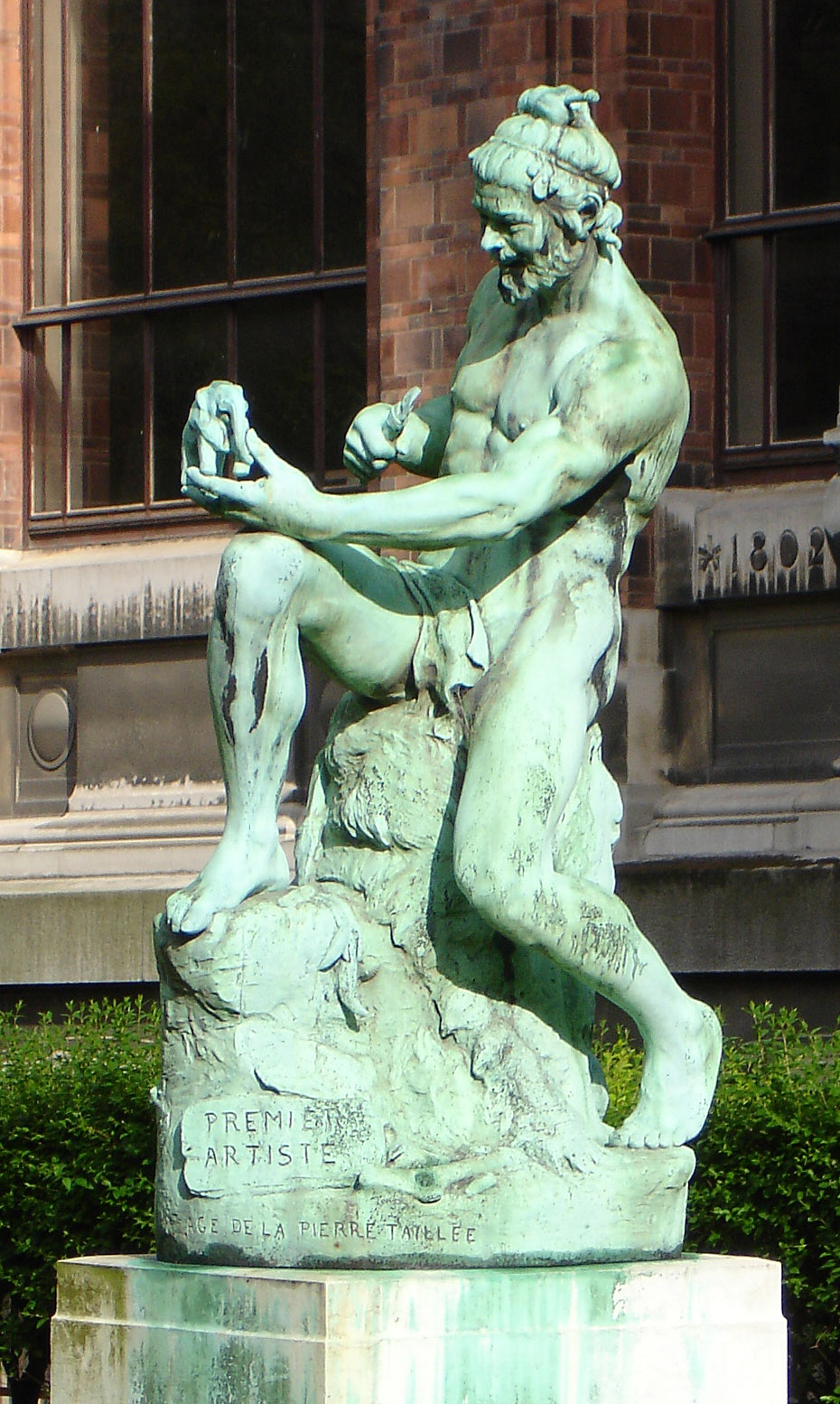
Imagen 7
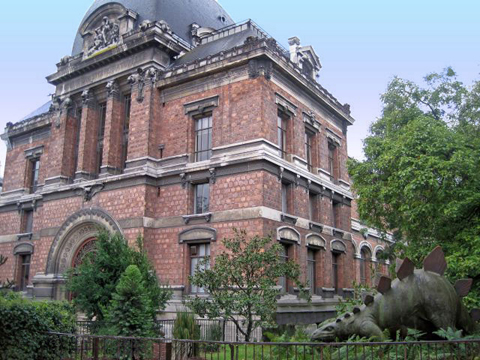
Imagen 8
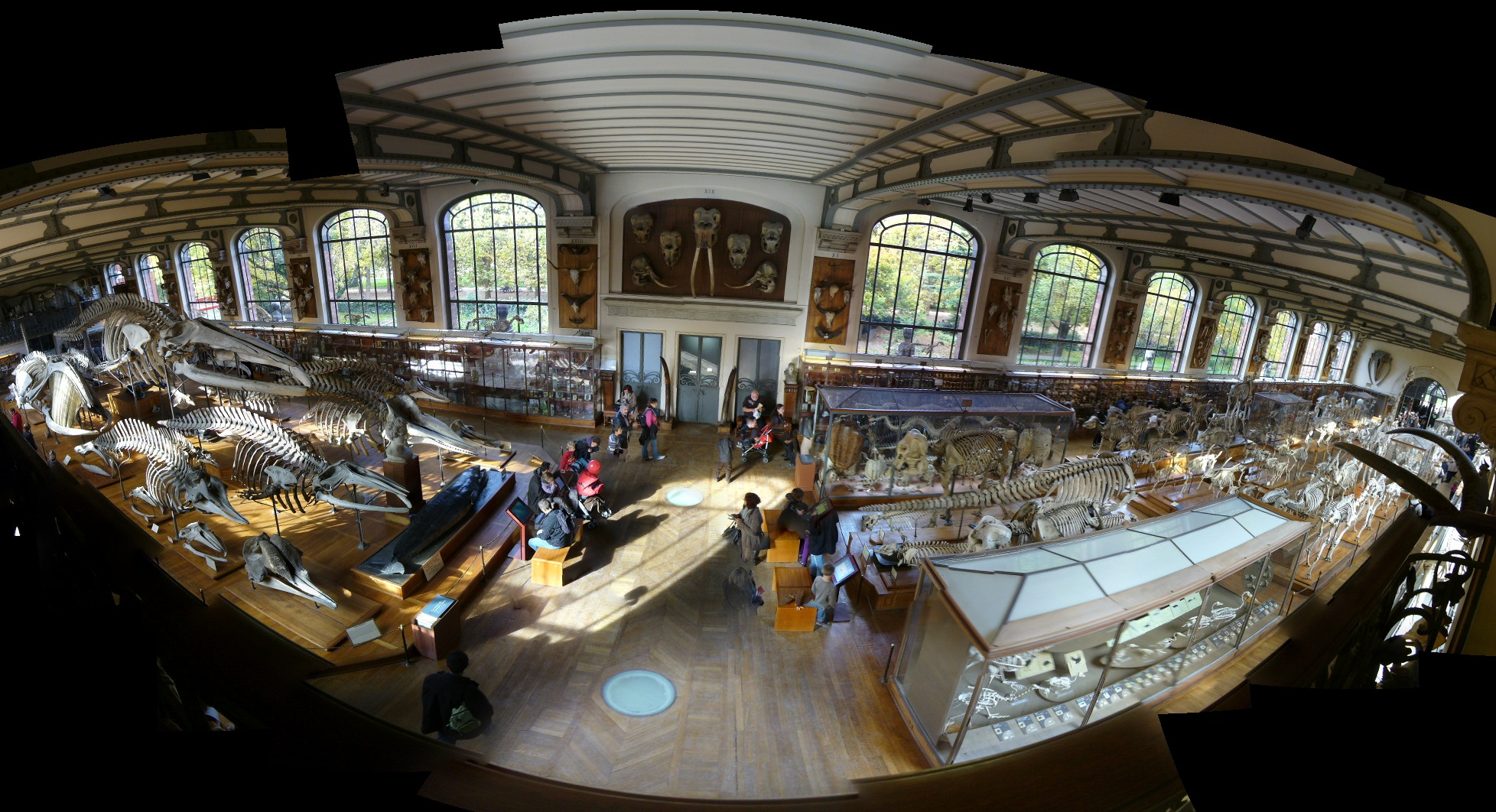
Imagen 9
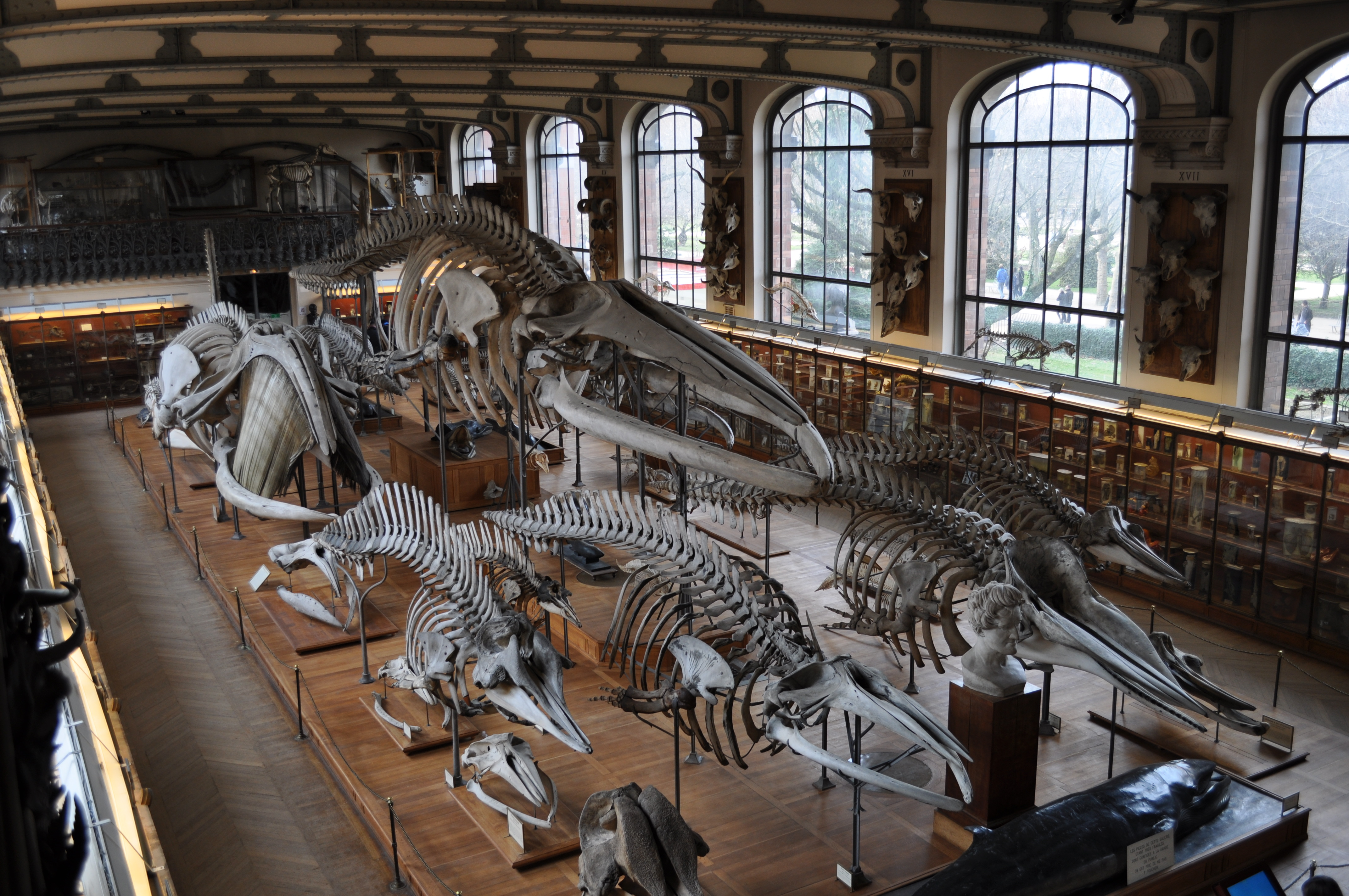
Imagen 10
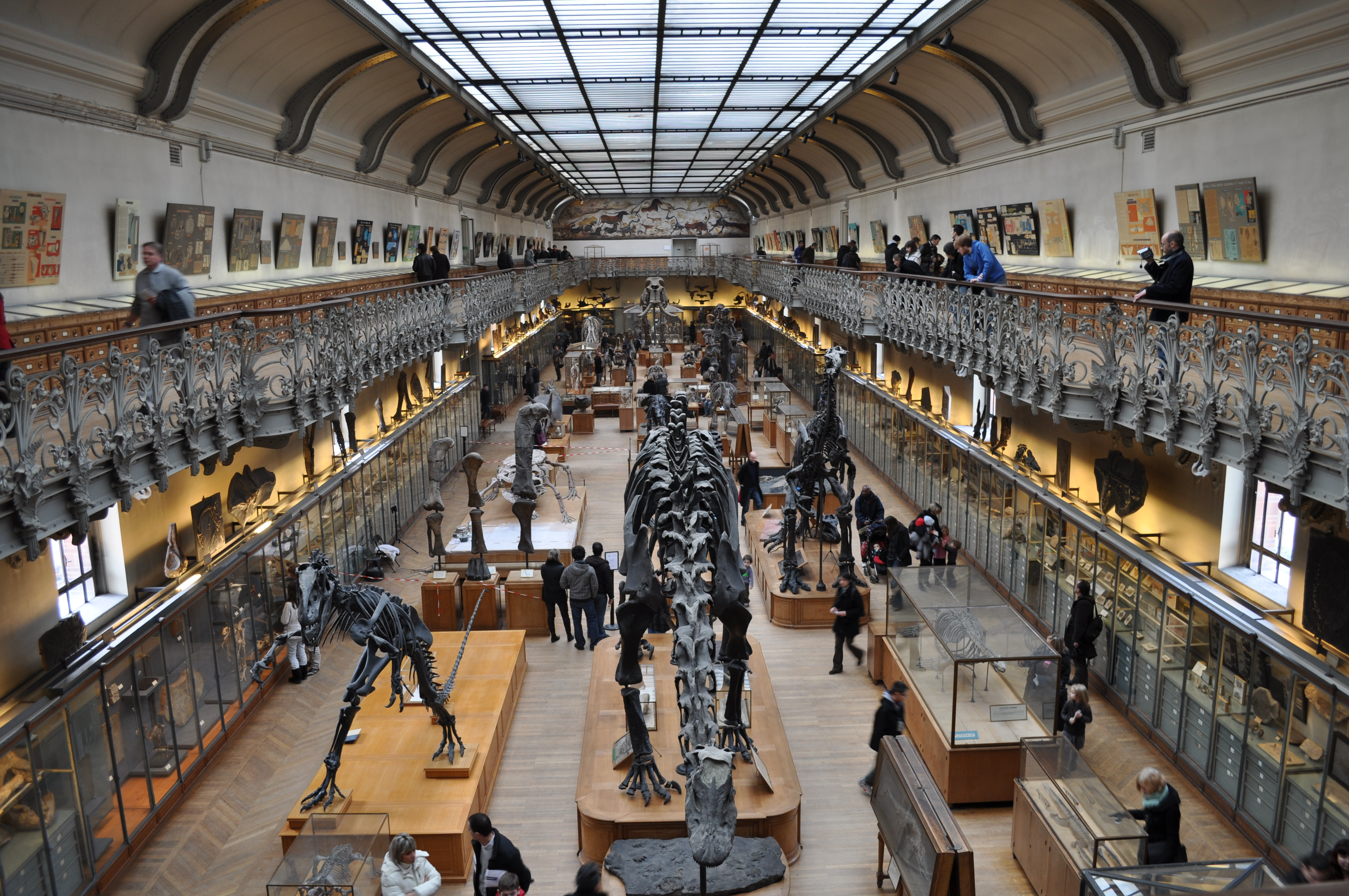
Imagen 11
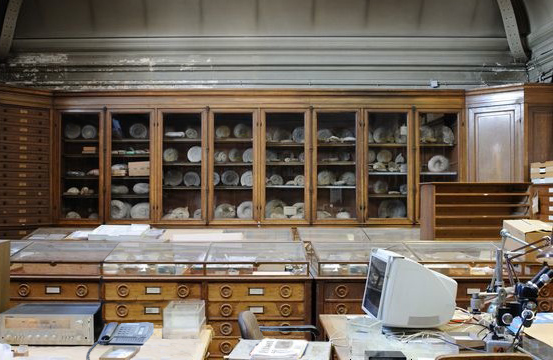
Imagen 12
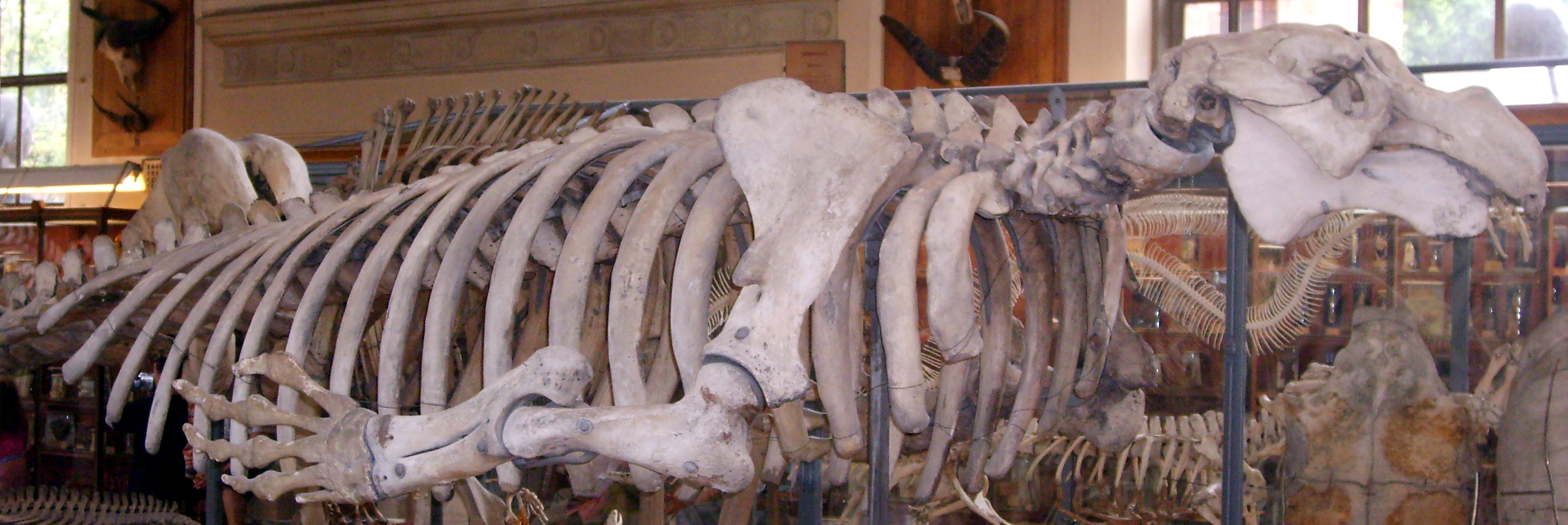
Imagen 13
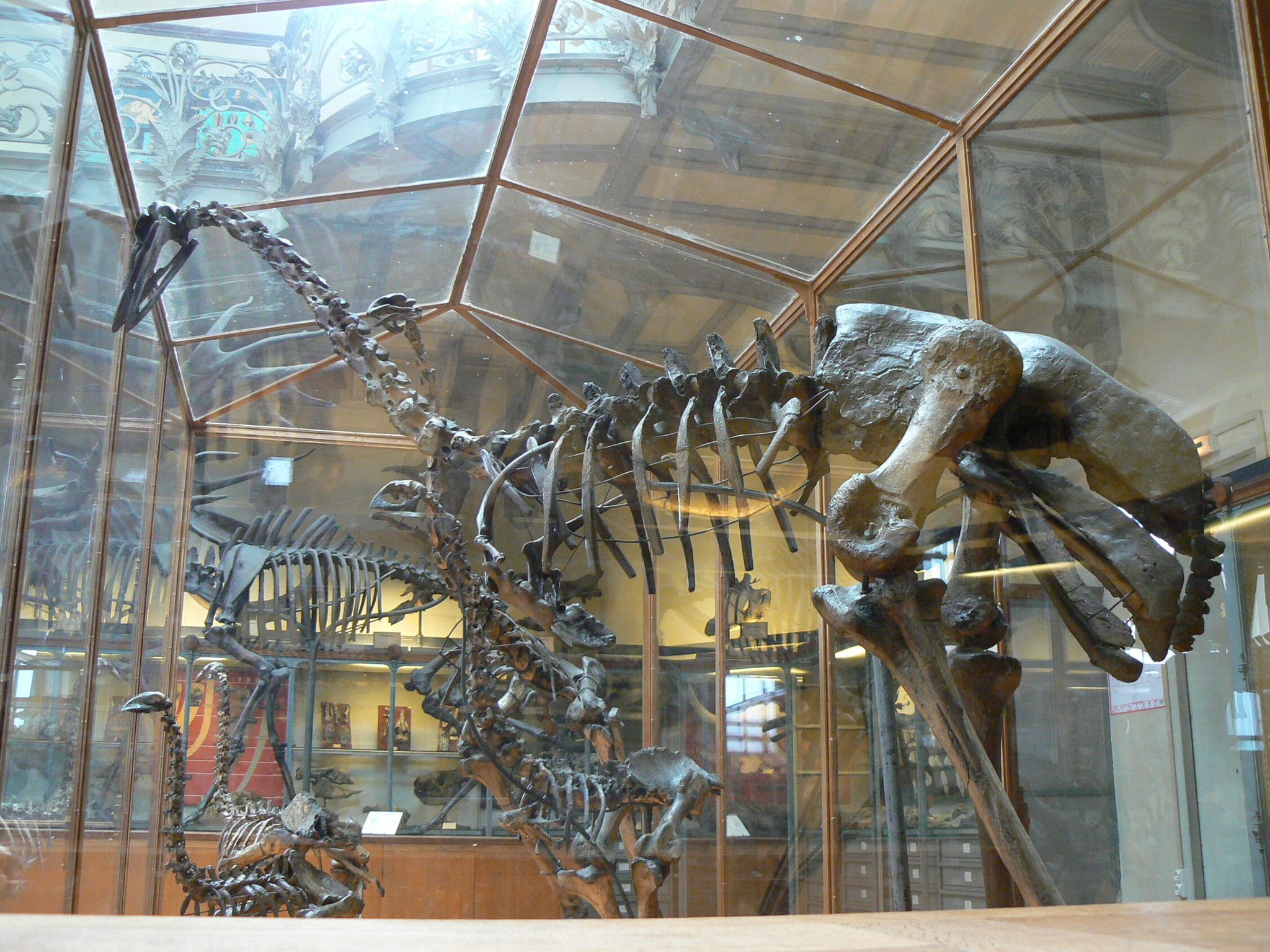
Imagen 14
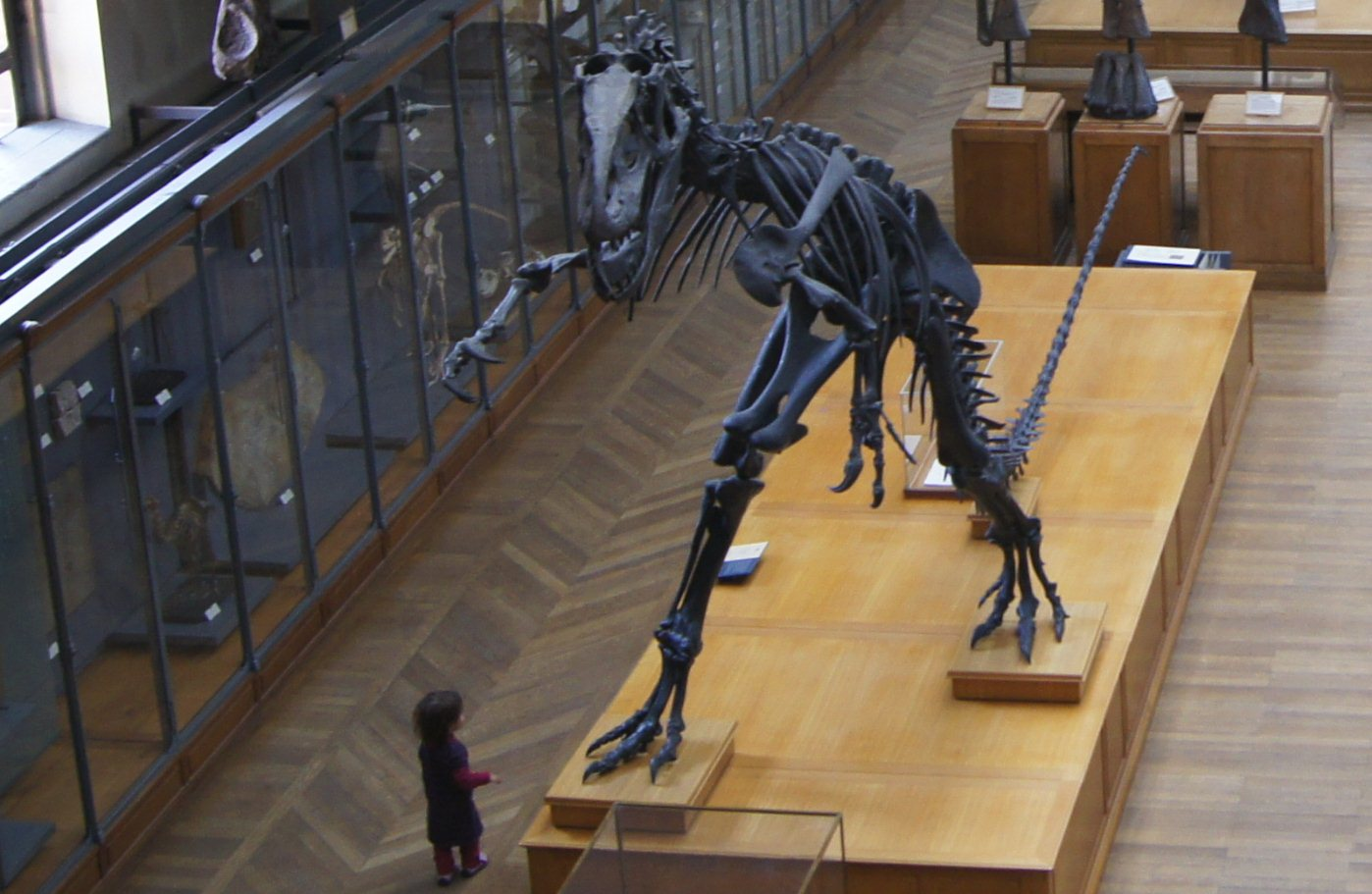
Imagen 15
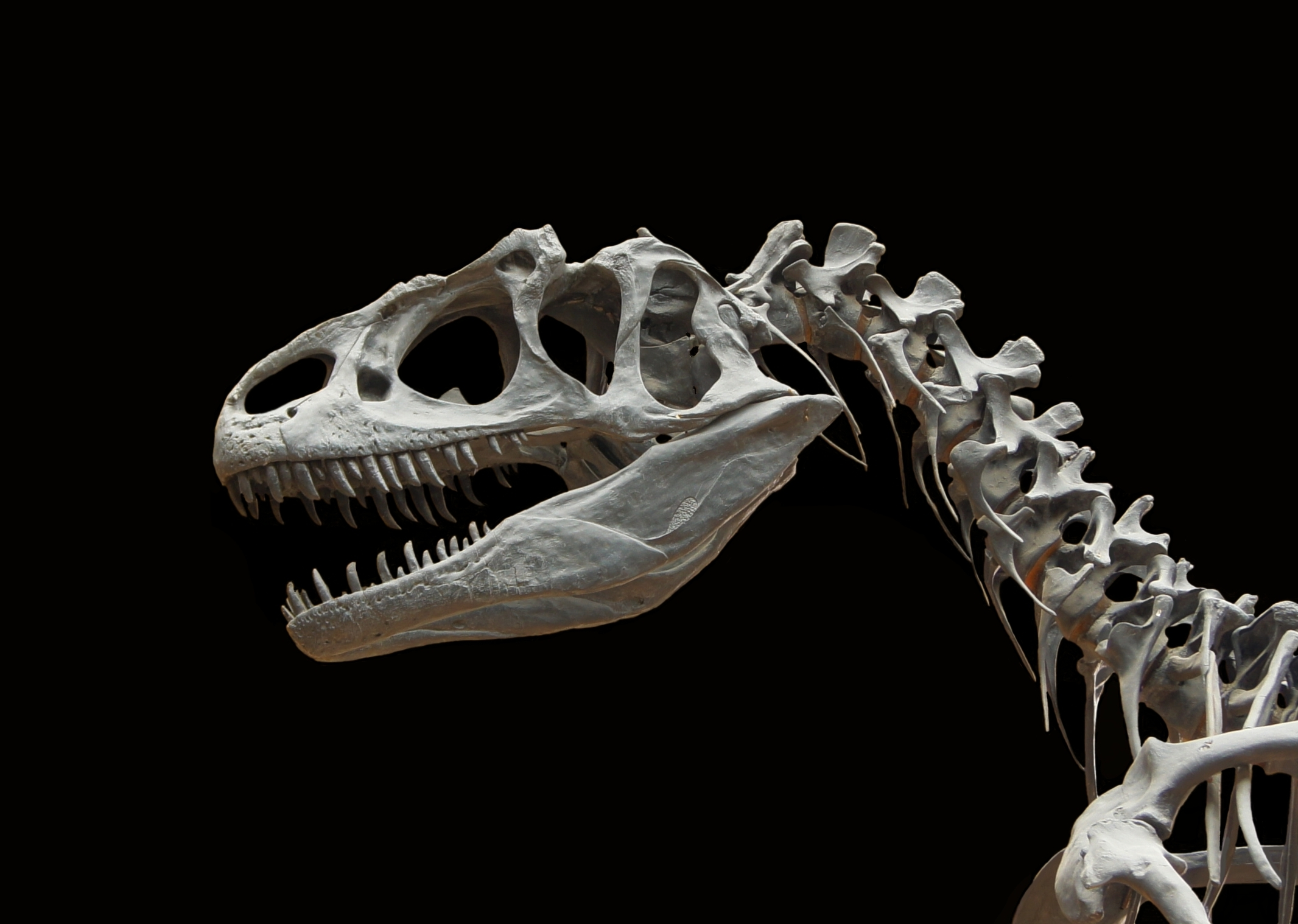
Imagen 16
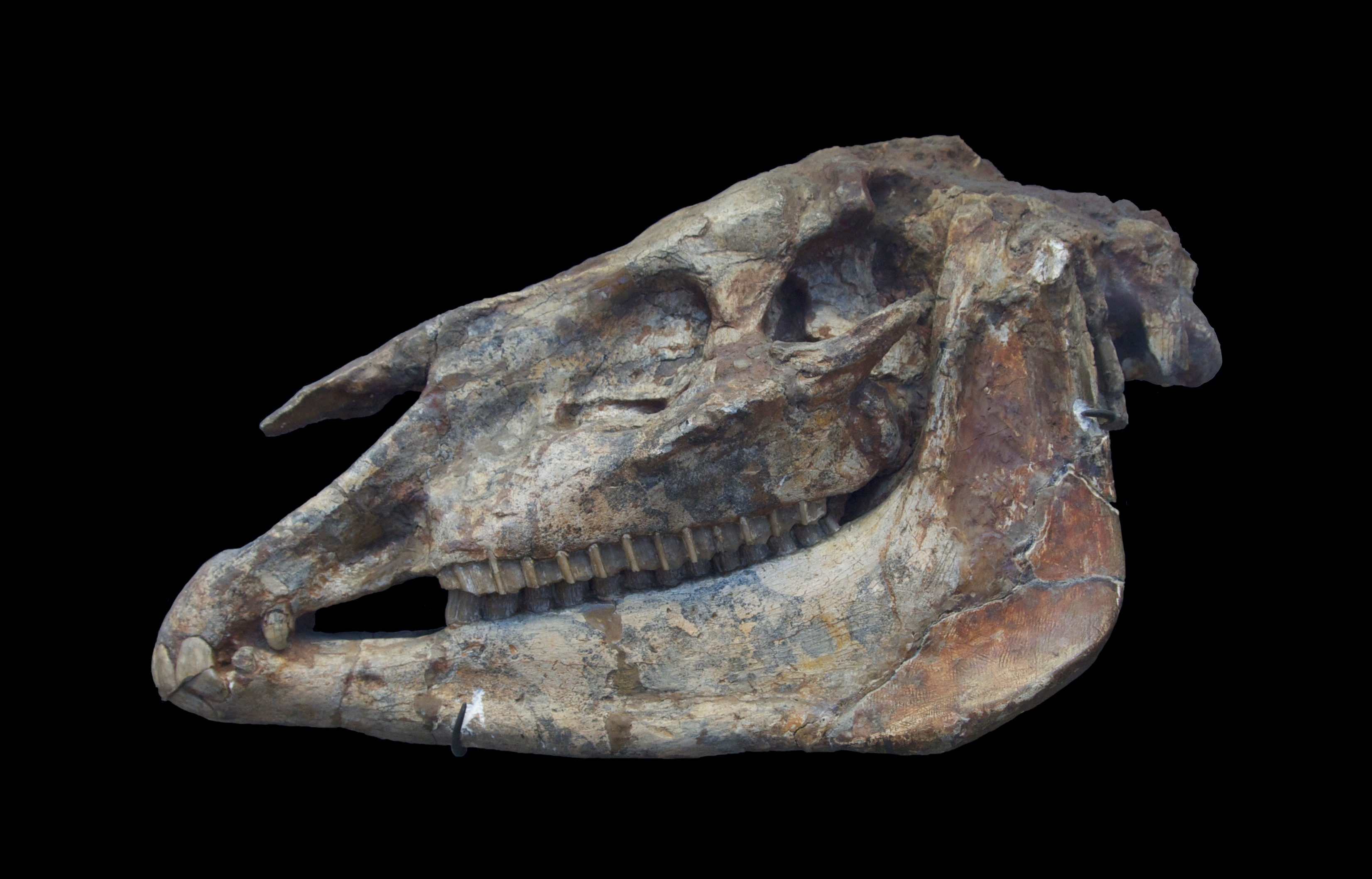
Imagen 17
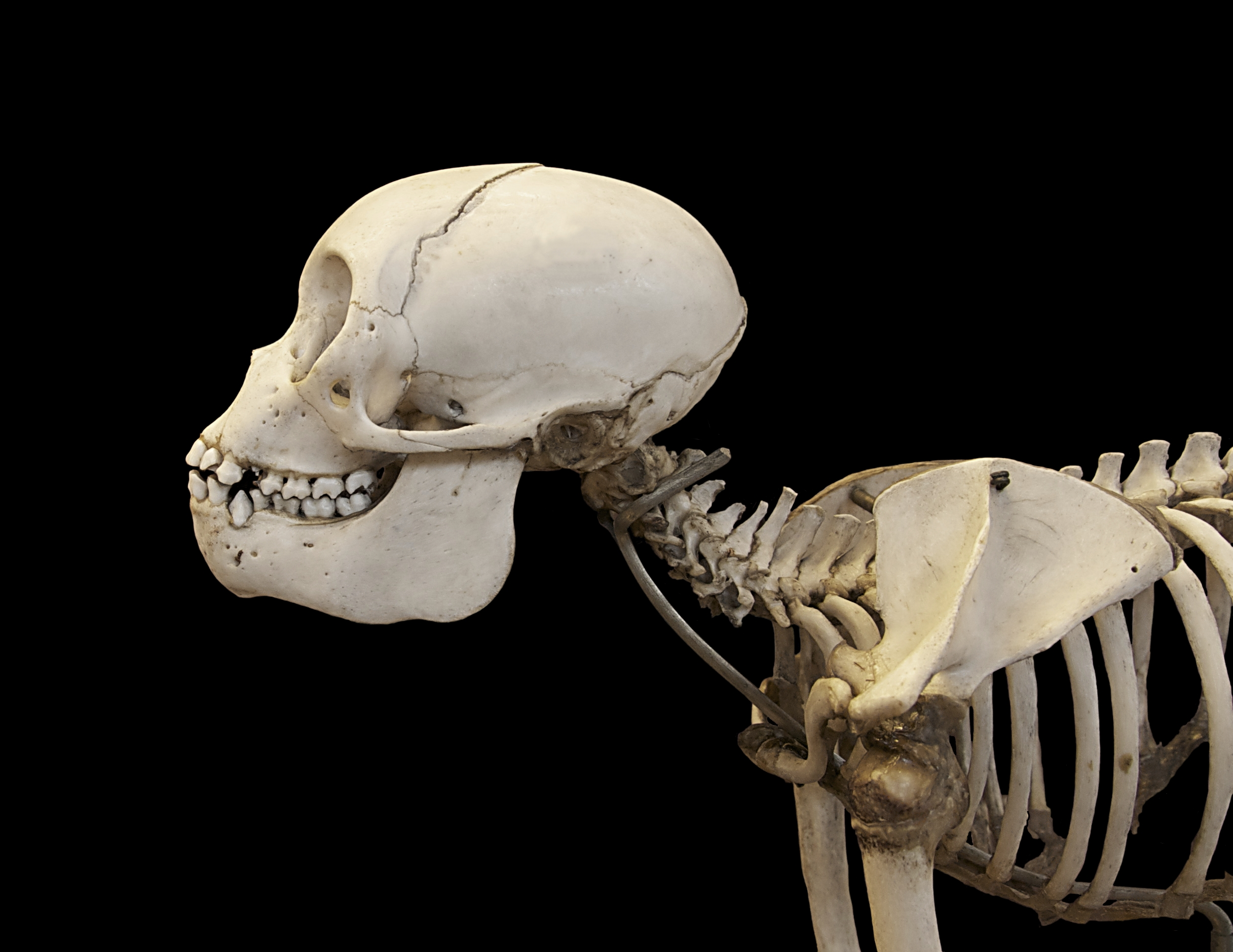
Imagen 18

- Imagen 1: Friso de la Paleontología por André Allar, en el frontón de la entrada principal a la galería.
- Imagen 2: Puerta principal de acceso a la galería; por encima de dicha puerta y bien en lo alto, se encuentra el friso de la Paleontología, obra del artista escultor André-Joseph Allar.
- Imagen 3: Detalle en primer plano del portal de la entrada principal a la galería.
- Imagen 4: La galería vista desde el jardín, con la estatua del Primer artista de Paul Richer.
- Imagen 5: Otra foto de la galería vista desde el jardín, donde también se aprecia la escultura de Paul Richer.
- Imagen 6: Primer plano de la estatua del Primer artista de Paul Richer.
- Imagen 7: Otro primer plano de la escultura de Paul Richer, donde en la base se aprecia con claridad una inscripción hecha por el propio escultor.
- Imagen 8: Foto exterior de la Galería de Paleontología y de Anatomía Comparada del Museo Nacional de Historia Natural de Francia, con la reconstitución de un Stegosauro (a la derecha de la imagen, un hito bien conocido por los parisinos).
- Imagen 9: Vista panorámica interior de la Galería de Paleontología y de Anatomía Comparada.
- Imagen 10: Vista parcial de la planta baja de la Galería de Anatomía Comparada.
- Imagen 11: Galería de paleontología, en el primer piso (donde están expuestos los vertebrados fósiles), con su respectivo mezzanine (donde se encuentran los fásiles no vertebrados).
- Imagen 12: Vista del laboratorio de estudios de amonites, situado bajo los techos, al nivel de la mezzanina (entrepiso), 8 rue Buffon, Paris.
- Imagen 13: La vaca marina de Steller, una sirenia del Pacífico ya extinta.
- Imagen 14: Aves elefante (epiornítidos, Æpyornis), aves paleognatas no voladoras, extintas de Madagascar.
- Imagen 15: Esqueleto de Allosaurus (género extinto de dinosaurio terópodo). Colección de la Galería de Paleontología y de Anatomía Comparada, París, Francia.
- Imagen 16: Allosaurus fragilis, Allosaurus del Jurásico Superior (Malm, aproximadamente hace 150 millones de años), cráneo y vértebras, moldura de un espécimen de Utah (Estados Unidos). Galería de Paleontología y de Anatomía Comparada del Museo Nacional de Historia Natural, París, Francia.
- Imagen 17: Hipparion gracile, cráneo de hace 8 millones de años, del Mioceno, encontrado en Pikermi (Grecia). Colección de la Galería de Paleontología y de Anatomía Comparada, París, Francia.
- Imagen 18: Cráneo, vértebras cervicales, y hombros, de un macho Lagotriche gris, Lagothrix lagotricha (es el mono del continente americano de mayor tamaño). Galería de Paleontología y de Anatomía Comparada del Museo Nacional de Historia Natural, París, Francia.